# Bayona (España)
Bayona (en gallego, Baiona) es un municipio integrado en el área metropolitana de Vigo y que pertenece a la provincia de Pontevedra, en Galicia. Limita al norte con el océano Atlántico y el municipio de Nigrán, al sur con el de Oya, al este con los de Gondomar y Tomiño y al oeste con el océano Atlántico y el municipio de Oya. Pertenece a la comarca del Valle Miñor (Val Miñor en Gallego).
Bayona tiene una gran importancia histórica, ya que el 1 de marzo de 1493 el marino Martín Alonso Pinzón arribó a las costas de Bayona tras su viaje a América convirtiendo a esta villa en la primera del Viejo Mundo que supo la noticia del descubrimiento del Nuevo Mundo. Por ello el primer fin de semana de marzo se celebra en el casco histórico de Bayona una fiesta medieval llamada La Arribada.

## Toponimia
El origen del topónimo Bayona ha sido, históricamente, fruto de innumerables controversias: estudios recientes parecen relacionar el origen del mismo con el cercano río Baíña.  Su primer elemento "bay" (en gallego "bai") derivaría del preindoeuropeo vascónico "ibai" que significa vega o río. El segundo elemento "onna" procede del celta y significa fuente o río, o bien tratarse de un sufijo prerromano aumentativo. Así pues el topónimo de Bayona sería una voz híbrida y tautológica con las posibles combinaciones de los términos río, vega o fuente.

## Símbolos
Escudo

Representación del escudo utilizado por el ayuntamiento

El escudo heráldico municipal fue aprobado mediante el Decreto 65/2005 de 31 de marzo y publicado en el Diario Oficial de Galicia el 15 de abril de 2005. Su descripción es la siguiente:

Cuartelado. Primero y cuarto de gules (rojo) un buey de oro (amarillo). Segundo y tercero, de azur (azul), una carabela de oro sobre ondas de plata (blanco) y azur. Al timbre, corona real cerrada.

Sin embargo, el ayuntamiento utiliza una versión que no coincide con el blasón aprobado en la que bueyes y barcos miran hacia el centro del escudo y los barcos presentan velas blancas con cruz roja.
En cuanto a su simbología, el buey hace referencia al Monte Buey (Monte Boi) - fortaleza que servía para defender al pueblo de la ría -, mientras que la carabela representa la relación de la villa con el mar, pues a Bayona llegó La Pinta, capitaneada por Martín Alonso Pinzón, tras el descubrimiento de América y del mismo lugar partió la armada de Felipe II para combatir a los ingleses. Los escudos más antiguos que se conocen son los situados en la capilla de Santa Liberata, construida en 1695, y en una de las puertas del anuario-archivo, construido en 1769.
Bandera
La bandera municipal está compuesta por cuatro triángulos, azules el superior e inferior y rojos el derecho e izquierdo. Su existencia está probada desde 1591, gracias a una carta de Felipe II al marqués de Cerralbo. Su uso decayó a mediados de siglo XIX pero desde 1981 ondea en la Casa consistorial tras un acuerdo de la corporación municipal.

## Geografía
Limita con los municipios de Nigrán, Gondomar y Oya. Se distinguen dos zonas: el interior, que se eleva a altitudes que superan los 600 m en el Alto da Groba y en el Alto da Gabiñeira, y la costa, bañada por el océano Atlántico y con colinas que permiten ver la ría y las islas Cíes. La parte norte de la costa es rocosa y en ella se encuentran islotes como isla Carral, isla Negra o islas Polbeiras. En la parte sur hay principalmente playas.
Playas
- Barbeira
- A Cuncheira
- Os Frades
- Ladeira
- A Ribeira
- Santa Marta

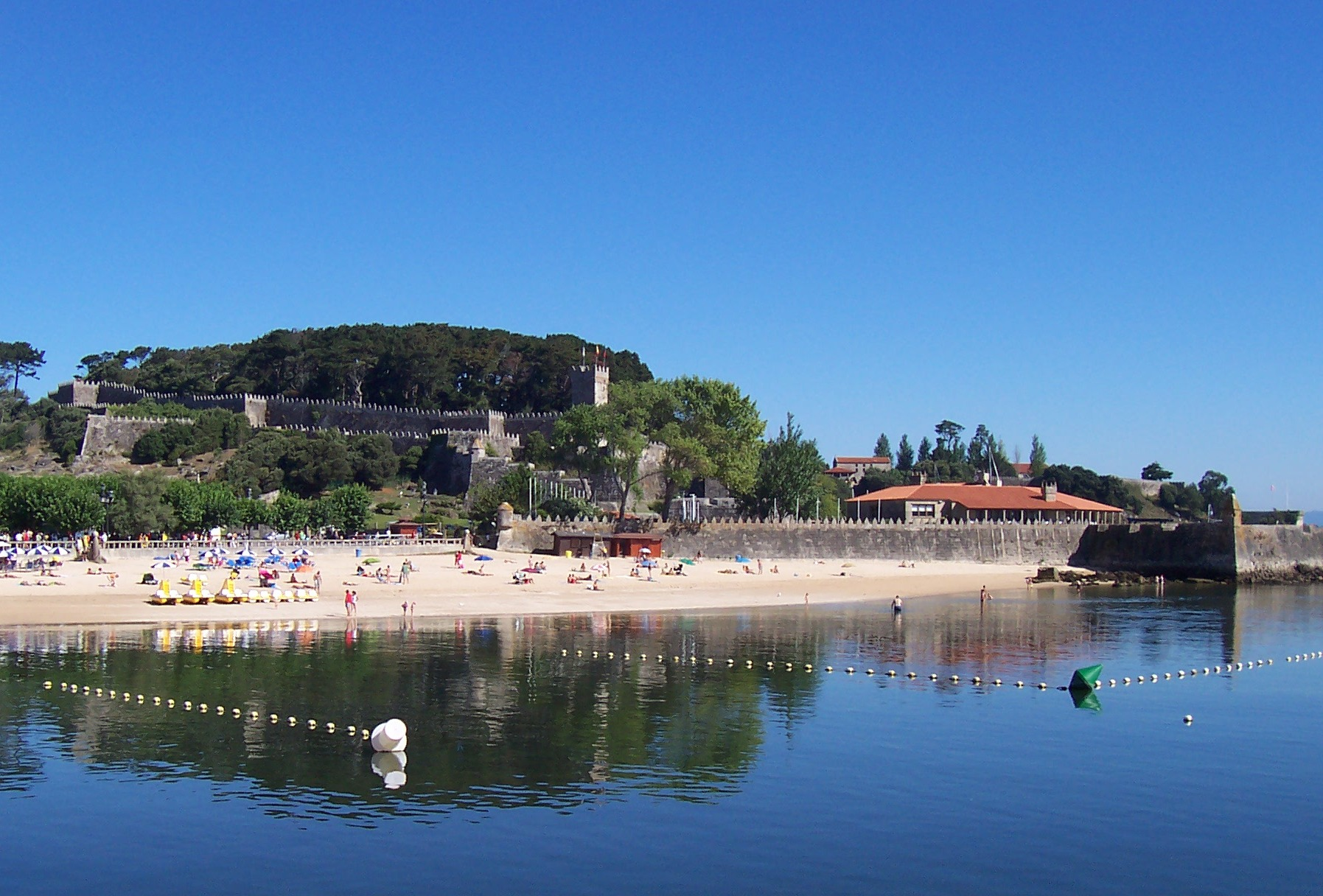
Playa de la Ribera y murallas del castillo de Monterreal.

Los ríos son todos pequeños, destacando el río Groba, que, en un tramo, hace de frontera con Gondomar, y el río Miñor, que desemboca en la bahía de Bayona.
Las temperaturas son suaves.

## Historia
Los restos castreños y romanos son escasos en todo el municipio. Pero se cuenta con una extensa área de petroglifos en Baíña y una calzada romana que discurre por la Groba hacia Vigo.
Las primeras referencias históricas de la villa son de principios del siglo XIII, si bien existen noticias anteriores del desaparecido cenobio de San Cosme de Bahiña.
La Colegiata de Bayona (hoy ex-Colegiata), un templo románico de transición al gótico, fue levantada en la segunda mitad del siglo XIII.
De la Expedición de Magallanes-Elcano, entre 1519 y 1522, Diego Carmena Gallego y Vasco Gómez Gallego, nacidos en Bayona, formaron parte de los supervivientes  siendo así los primeros en realizar la Circunnavegación de la Tierra.
Supuestamente en la real villa de Bayona fue martirizada Santa Librada, también conocida como Santa Liberata.
El día 1 de marzo de 1977, se produjo el hermanamiento de esta villa con la ciudad de Palos de la Frontera (cuna del Descubrimiento de América), lugar de donde salieron las carabelas el día 3 de agosto de 1492 para descubrir América. En recuerdo de la arribada de la carabela La Pinta, la Real Sociedad Palósfila Pinzoniana hizo donación de la estatua de Martín Alonso Pinzón, versión del escultor León Ortega de la que se erige en la plaza del Ayuntamiento de Palos, como testimonio de hermandad entre ambas ciudades.

## Geografía humana

### Demografía
Cuenta con una población de 12 380 habitantes (INE 2024).
| Gráfica de evolución demográfica de Bayona entre 1842 y 2021 |
| |
| Población de derecho según los censos de población del INE Población de hecho según los censos de población del INEEn estos censos se denominaba Bayona: 1842, 1857, 1860, 1877, 1887, 1897, 1900, 1910, 1920, 1930, 1940, 1950, 1960, 1970 y 1981 |

### Organización territorial
El municipio está formado por cuarenta y ocho entidades de población distribuidas en seis parroquias:
- Bahiña[16] (Santa Marina P.)[17]
- Baredo (Santa María P.)[18][19]
- Bayona[16] (Santa María P.)[20]
- Belesar (San Lorenzo P.)[21][22]
- Ramallosa[16] (Santa Cristina P.)[23][24]
- Santa María de Afuera P. de Bayona[20]

## Corporación municipal

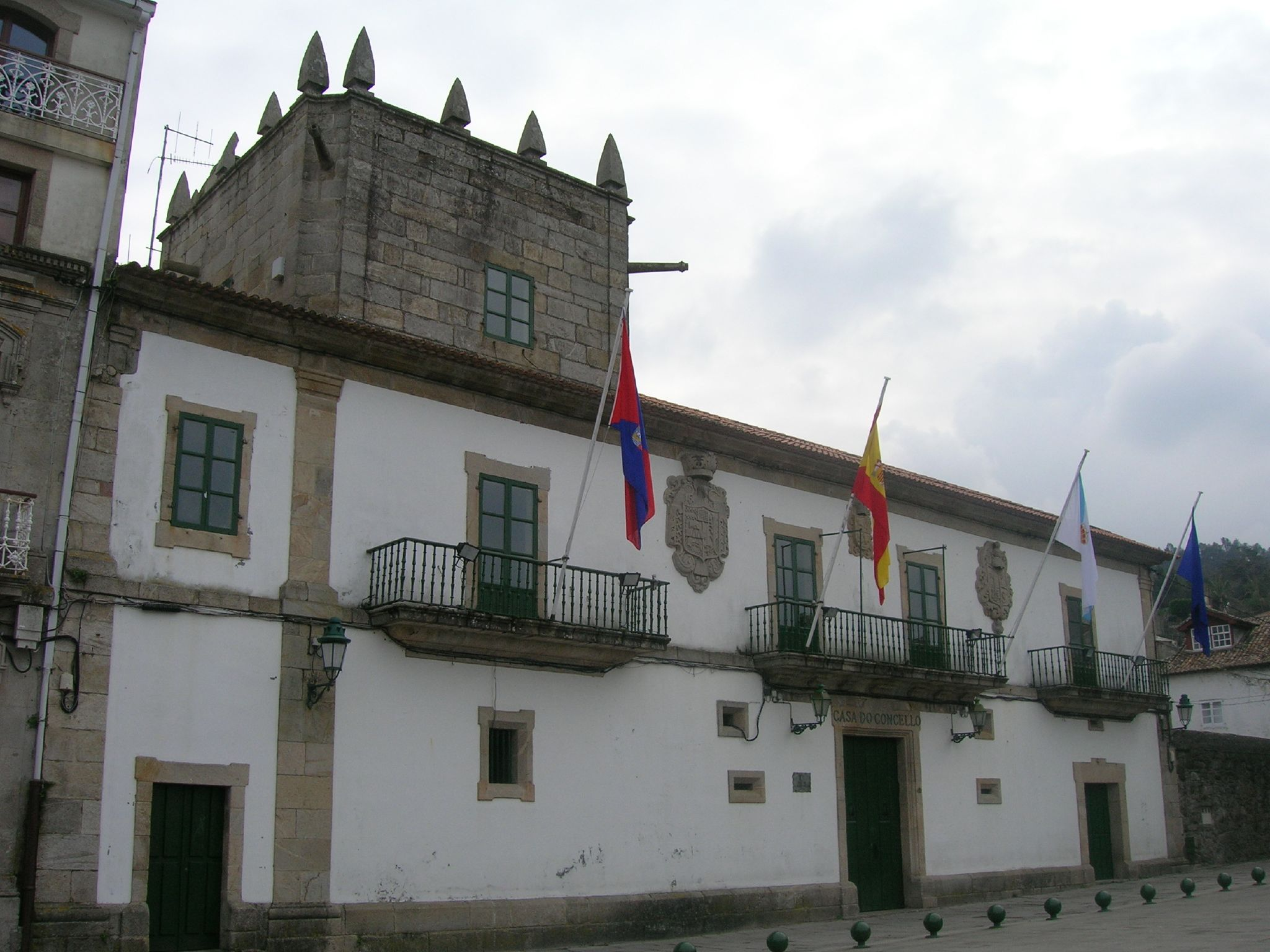
Ayuntamiento.

En las elecciones celebradas el 28 de mayo de 2023 los resultados en Bayona fueron los siguientes: 
| Resultado elecciones municipales del 28 de mayo de 2023 en Bayona |                       |       |            |            |
| Nombre                                                            | Líder                 | Votos | Porcentaje | Concejales |
| Partido Popular de Galicia                                        | Jesús Vázquez Almuiña | 3989  | 56,27 %    | 11         |
| Partido dos Socialistas de Galicia                                | Carlos Gómez Prado    | 1994  | 28,12 %    | 5          |
| Bloque Nacionalista Galego                                        | Iago Pereira          | 606   | 8,54 %     | 1          |

Resultó elegido como alcalde el candidato del Partido Popular de Galicia Jesús Vázquez Almuiña 
En las elecciones celebradas el 25 de mayo de 2015, la corporación municipal era la siguiente según los resultados que se obtuvieron:
- Participación: 6227 (61,99 %)
- Votos Válidos: 
  - Votos a candidaturas:
  - Votos blancos: 162 (2,68 %)
- Votos nulos: 174 (2,79 %)

| Resultado elecciones municipales del 25 de mayo de 2015 en Bayona |                |       |            |            |
| Nombre                                                            | Líder          | Votos | Porcentaje | Concejales |
| Partido Popular de Galicia                                        | Ángel Rodal    | 3197  | 52,82 %    | 9          |
| Partido dos Socialistas de Galicia                                | Rafael Lores   | 1329  | 21,96 %    | 4          |
| Bloque Nacionalista Galego                                        | Iago Pereira   | 685   | 11,32 %    | 2          |
| Esquerda Unida-SON                                                | Silvano Montes | 680   | 11,23 %    | 2          |

El alcalde de la localidad es Ángel Rodal Almuiña del Partido Popular de Galicia que cuenta con mayoría absoluta; el cual sustituye a su primo Jesús Vázquez Almuíña al ser nombrado este consejero de Sanidad de la Junta de Galicia.

## Economía
La economía de Bayona está orientada al turismo, destacando el Parador Nacional de Bayona, así como al comercio minorista. La agricultura es de autoconsumo, aunque también se venden localmente productos de la huerta. Se practica pesca de bajura y marisqueo.
Destacan las empresas del sector de alimentación, transformación de metales y madera, y construcción.

## Patrimonio

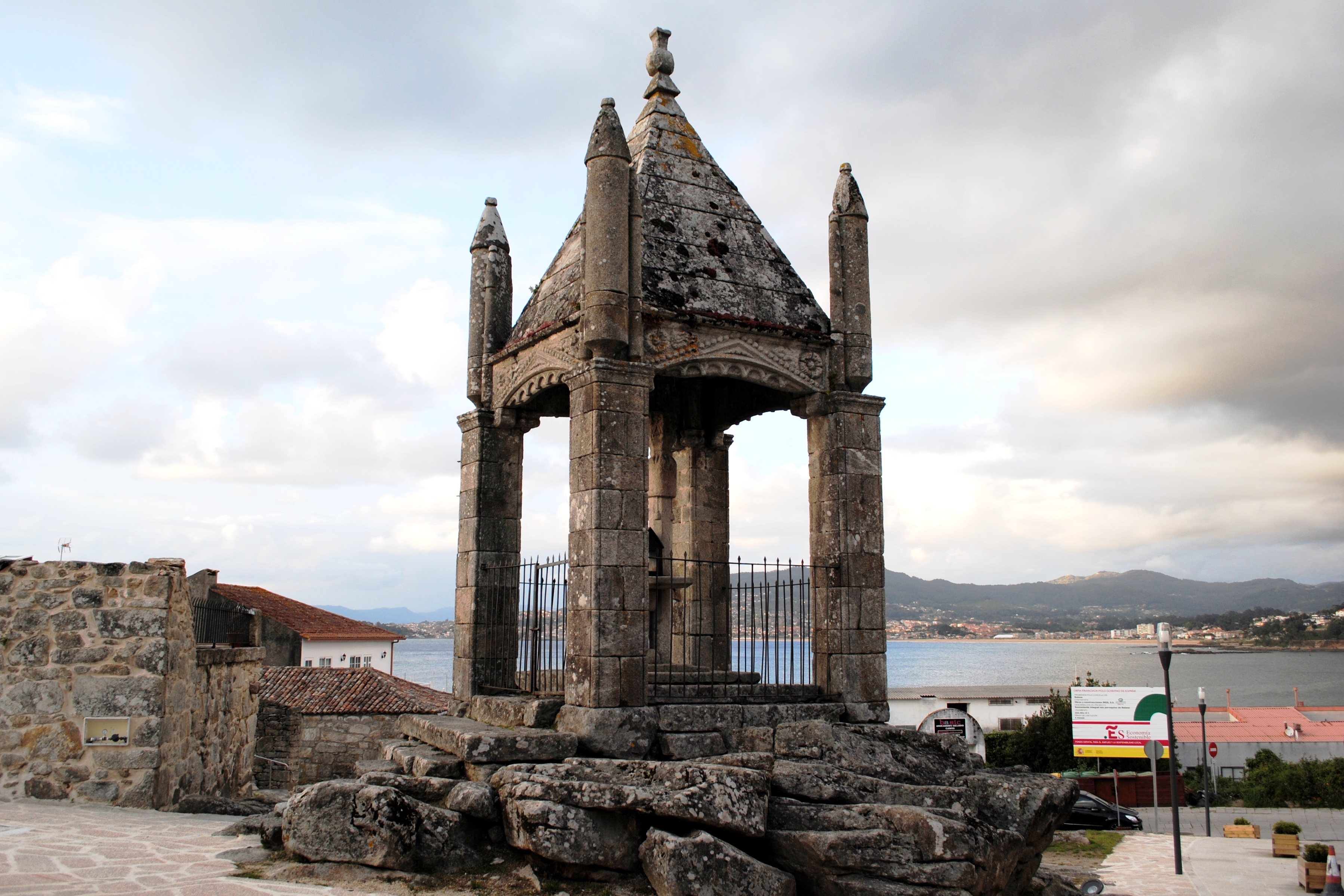
Crucero de la Santísima Trinidad

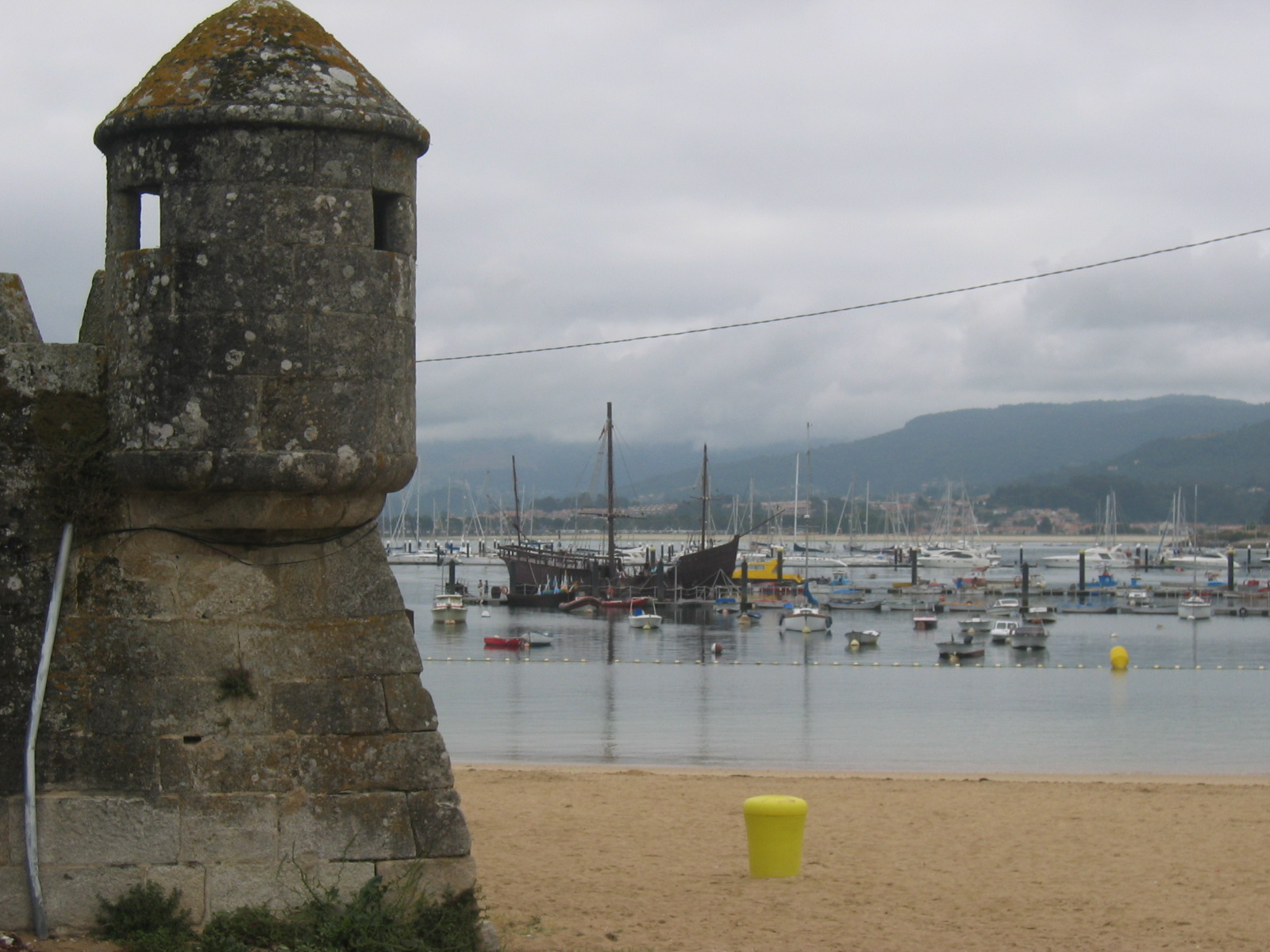
El puerto de Bayona con una réplica de «La Pinta», el barco de Martín Alonso Pinzón.

- Castillo de Monterreal: actualmente tiene función de Parador Nacional.
- Iglesia de Santa María.
- Virgen de la Roca: la imagen, de 15 metros de altura, se levanta sobre el monte Sansón. Fue inaugurada el 14 de septiembre de 1930 por el obispo Antonio García y García, después de dos décadas de obras.
- Crucero de la Santísima Trinidad: una cruz monumental cubierta con un baldaquino, es del siglo XIV.
- Réplica de la Carabela "La Pinta".
- Faro de Cabo Silleiro.
- Casa de la Navegación.
- Capilla de Santa Liberata.

## Hermanamientos
- Palos de la Frontera (España)
- Santa Fe (España)
- Pornic (Francia)
- Holguín (Cuba)
- Vila do Bispo (Portugal)

## Galería de imágenes

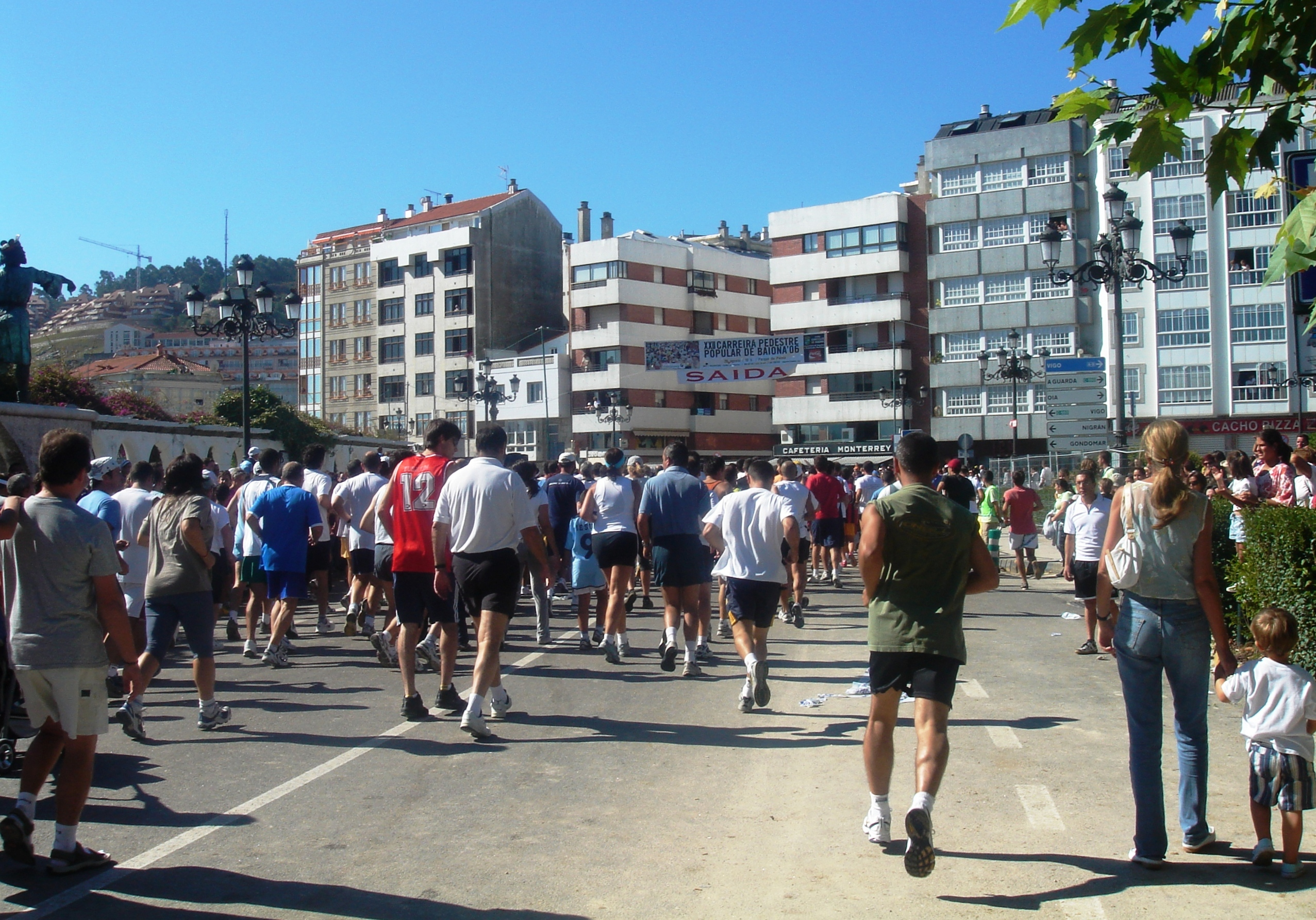
Carrera popular pedestre.
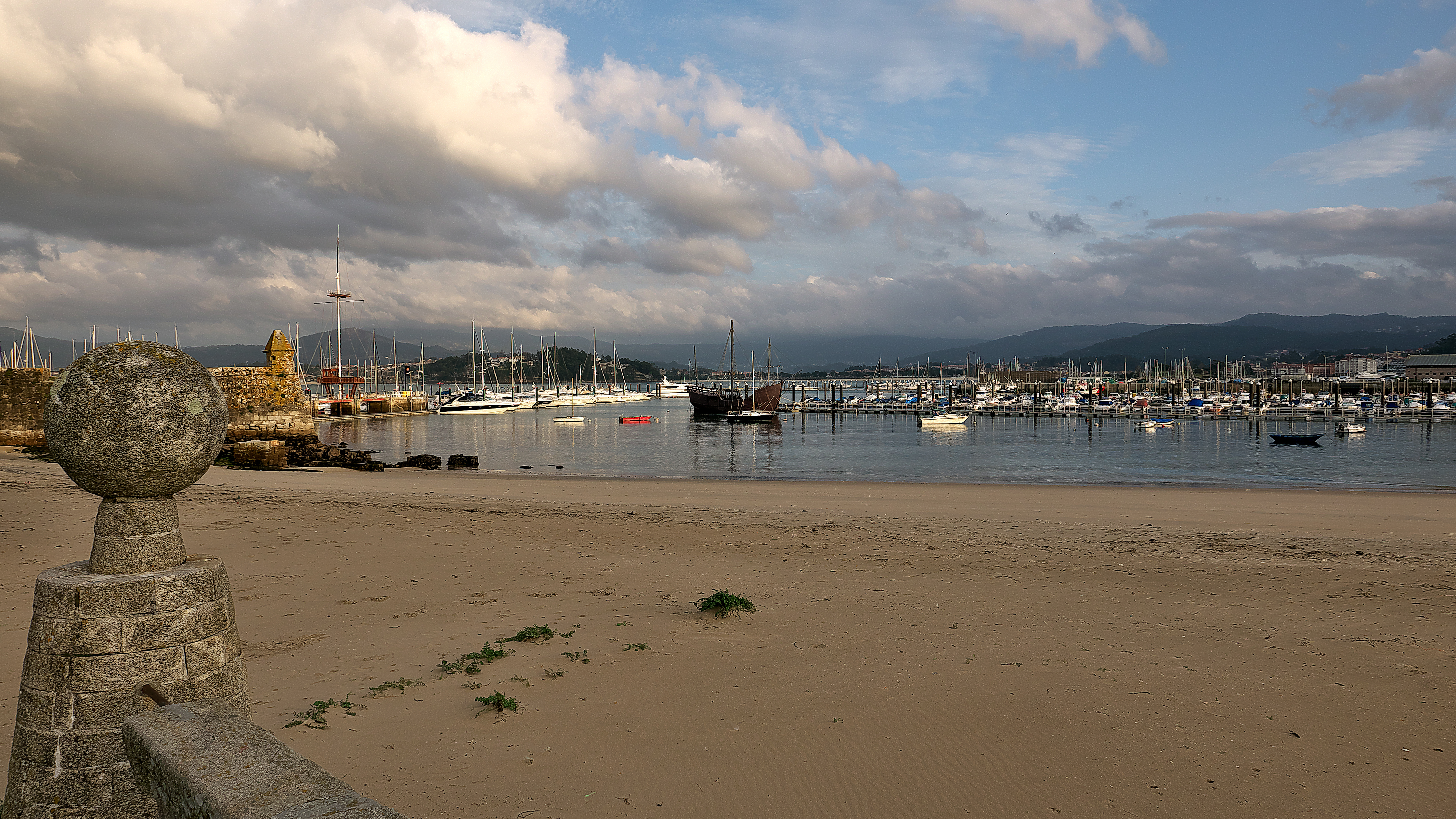
Playa de la Ribera